# G.992.1
Standard ITU-T G.992.1 definiuje modemy (transceivery) asymetrycznej cyfrowej pętli abonenckiej ADSL wykorzystujące jako medium transmisyjne skrętkę telefoniczną, pozwalające na szybką transmisję danych między operatorem sieci ATU-C (ADSL Transceiver Unit-Central) i abonentem ATU-R (ADSL Transceiver Unit-Remote). Standard definiuje transmisję z szybkością około 6 Mbit/s w łączu w dół i około 640 kbit/s w łączu w górę, w zależności od warunków szumowych i zastosowania.

## Annex A
Stosowany na liniach analogowych.

## Annex B
Stosowany na liniach cyfrowych.